# Oghamstein von Corrower
Der Oghamstein von Corrower (auch Currower; irisch Corr Odhar) steht auf Padraic Walshe’s Farm in Currower in der Parish Attymass, südöstlich von Ballina im County Mayo in Irland.
Der ungewöhnlich hohe Oghamstein ist 2,82 Meter hoch, 1,04 Meter breit und 0,25 Meter dick. Es wird angenommen, dass der Stein ein bronzezeitlicher Menhir (englisch Standing Stone) war, der in der ersten Hälfte des 6. Jahrhunderts mit einer Inschrift versehen wurde. Die Inschrift lautet nach Macalister ᚛ᚋᚐᚊ ᚉᚓᚏᚐᚅᚔ ᚐᚃᚔ ᚐᚈᚆᚓᚉᚓᚈᚐᚔᚋᚔᚅ᚜, transkribiert als MAQ CERAN[I] AVI ATHECETAIMIN, mit der Bedeutung „Sohn des Ciarán, Abkömmling der Uí Riaghan“. Der untere Teil am Anfang der Inschrift wurde weggeschlagen; üblicherweise befand sich hier der Name des Inhabers des Steins. Die Inschrift wurde von Sabine Ziegler auf etwa 500–550 n. Chr. datiert.
In der Nähe befindet sich das Wedge Tomb von Carrowcrom.